# تمير رائع
التمير الرائع (الاسم العلمي: Superb Sunbird) هو طائر ينتمي إلى تمير (فصيلة: التمير)